# Fizică teoretică
Fizica teoretică folosește modele matematice și raționamente sau abstracții ale fizicii, în loc de procese experimentale, în încercarea de a înțelege natura. Miezul său central îl constituie fizica matematică , deși sunt uneori folosite și alte tehnici conceptuale. Scopul este raționalizarea, explicarea și predicția fenomenelor fizice.

## Caracterizare generală
Progresul științei depinde în general de interacțiunea dintre studiile experimentale și teorie. În unele cazuri, fizica teoretică aderă la standardele de rigurozitate matematică dând observațiilor și experimentelor o pondere redusă. De exemplu, în timp ce a dezvoltat teoria relativității restrânse, Albert Einstein s-a preocupat de transformările Lorentz care lăsau ecuațiile lui Maxwell invariante, dar nu a fost interesat de experiența Michelson-Morley privind viteza Pământului printr-un eter luminifer ipotetic. Pe de altă parte, Einstein a primit Premiul Nobel pentru Fizică pentru faptul că a explicat efectul fotoelectric, care la acea vreme era un rezultat experimental fără o formulare teoretică.

## Istorie

### Începuturi
Fizica teoretică a început acum cel puțin 2300 ani, sub filozofia Pre-socratică și continuată de Platon și Aristotel, a căror viziuni au fost luate ca baza timp de milenii. În perioada medievală, în timpul înființării universităților , singurele discipline intelectuale recunoscute erau : Teologia, matematica, medicina și dreptul. Odată cu formarea conceptelor pe care le cunoaștem astăzi despre materie, energie, spațiu și timp, alte științe s-au desprins de la rubrica filozofiei naturale. În Evul Mediu și Perioada Renașterii conceptul experimental al știintei, opusul teoriei, a început cu școlari ca Francis Bacon. 

### Dezvoltare
Era modernă a teoriei a început, totuși, cu teoriile lui Copernic în Astronomie, urmate de Expresiile orbitelor planetare ale lui Johannes Kepler. Marele imbold în conceptul modern de explicare a fenomenelor a început cu Galileo Galilei, unul din puținii fizicieni care a fost atât teoretician, cât și un mare experimentalist. Printre succesele secolelor XIX Și XX se numără consolidarea ideii despre energie prin includerea căldurii, apoi a electricității, magnetismului, luminii, și în final a masei. Legile termodinamicii, și cel mai important introducerea unui concept unic despre entropie a început sa dezvolte explicarea proprietăților macroscopice ale materiei. Fizica teoretica modernă lucrează în scopul de a unifica teoriile și a explica fenomenele, pentru ca cu ajutorul cercetărilor ulterioare să înțeleagă Universul, de la partea cosmologică până la particulele elementare din care el este constituit. Unde experimentele nu pot fi înfăptuite, fizica teoretică depune totuși eforturi pentru a progresa prin utilizarea modelelor matematice.

## Teorii

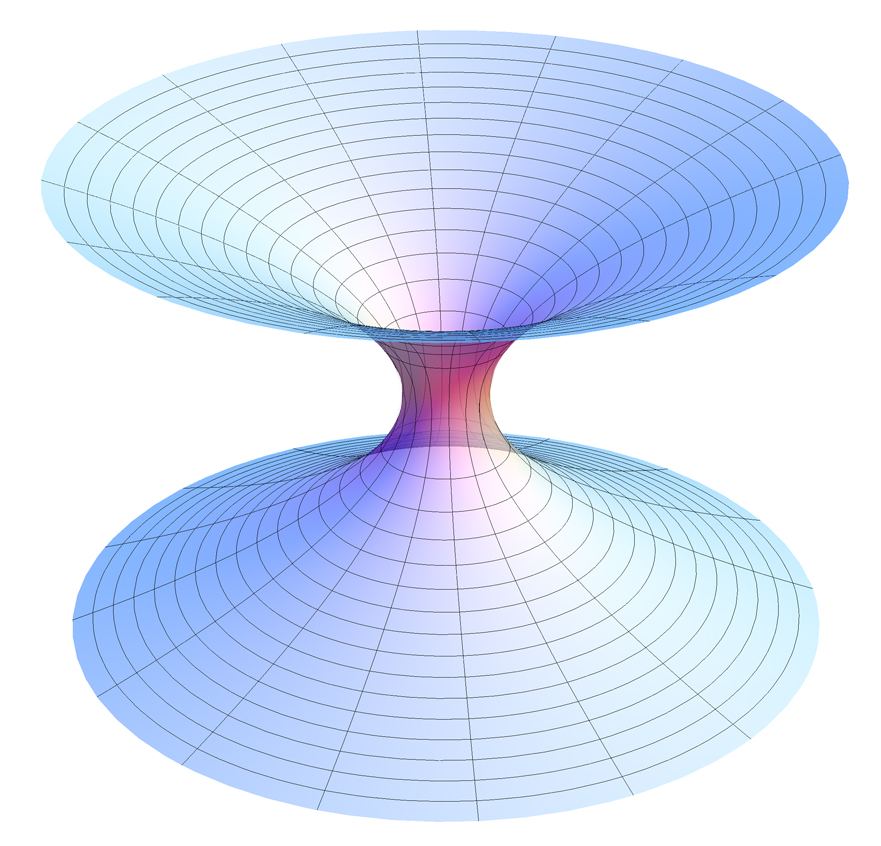
Reprezentare vizuală a unei găuri de vierme Schwarzschild. Găurile de vierme nu au fost observate, dar existența lor a fost prezisă prin modele matematice și teorii științifice.

Fizica teoretică studiază lumea creând un model al realității, folosit pentru raționalizarea, explicarea, prezicerea fenomenelor fizice, printr-o “teorie fizică”. Există trei tipuri de teorii din fizica: teorii recunoscute, teorii propuse, și teorii marginale (nerecunoscute de lumea științifică).
Unele teorii fizice sunt susținute prin observație, în timp ce altele nu sunt confirmate astfel. O teorie fizică este un model al evenimentelor fizice și nu poate fi dovedită pornind de la axiomele de bază. O teorie fizică este diferit de o teoremă matematică. Teoriile fizice modelează realitatea si sunt o adnotare a ceea ce a fost observat, oferind predicții ale unor noi observații.
Teoriile fizice pot ajunge să fie acceptate dacă sunt în măsură să facă predicții corecte și să le evite pe cele incorecte. Teorii fizice mai simple tind să fie acceptate mai degrabă decât teoriile mai complexe. Teoriile fizice sunt mult mai susceptibile de a fi acceptate atunci când conectează o gamă largă de fenomene. Procesul de testare a unei teorii fizice este una din etapele metodei științifice.

### Teorii recunoscute
Teoriile recunoscute (numite uneori și teorii centrale) sunt ansamblul de cunoștințe, atât factuale cât și științifice, care se comportă identic în cadrul testelor științifice de repetabilitate, și care sunt consistente cu celelalte științe și experimente existente și recunoscute.
Exemple de teorii fizice recunoscute: mecanica clasică, fizica materiei condensate, dinamica (mecanica), electromagnetism, teoria câmpului, mecanica fluidelor, relativitatea generală, fizica particulelor, mecanica cuantică, teoria câmpurilor cuantice, fizica corpului solid, structura electronică a materialelor, relativitatea specială, modelul standard, mecanica statistică, termodinamica.

### Teorii propuse
Teoriile propuse în fizică sunt teorii relativ noi care se ocupă cu studiul fizicii, care cuprind abordări științifice, modalități pentru determinarea validității modelelor și noi tipuri de raționament utilizate pentru a ajunge la aceste teorii. Teoriile propuse pot conține în procesul de stabilizare teorii marginale (și, uneori, obținând o acceptabilitate mai largă). Teoriile propuse de obicei nu au fost testate.
Exemple de teorii fizice propuse: teoria dinamică a gravitației, creaționismul, emergența, marea teorie unificatoare, gravitația cuantică în buclă, teoria M, universul plasmatic, teoria coardelor.

### Teorii marginale
Teoriile marginale sunt orice noi domenii ale cercetării științifice aflate în procesul verificării în scopul devenirii de teorii bine stabilite și eventual teorii propuse. Ele pot include științele speculative. Ele includ domenii ale fizicii și teorii fizice prezentate în concordanță cu evidențe binecunoscute, împreună cu un set de predicții asociate care au fost făcute pe baza acelor teorii.
Unele teorii marginale ajung să fie larg acceptate ca parte a fizicii. Altele sunt infirmate și ajung la coșul de gunoi al istoriei științei. Unele teorii marginale sunt o formă de protoștiință, iar altele se prezintă ca pseudoștiință. Falsificarea teoriei originale duce uneori la o reformulare a teoriei.
Exemple de teorii marginale fizice: fuziunea la rece, teoria dinamica a gravitației, marea teorie a unificării, gravitația cuantică în buclă, eterul luminifer, energia orgonică, sistemul reciproc al teoriei, teoria stării de echilibru, teoria totală.